# Гадара
Гадара (грец. Γάδαρα; лат. Gadara; араб. جدارا; івр. גדרה) — видатне античне місто в Йорданії, руїни якого лежать в Умм-Кайсі, провінція Ірбід. За свою багаторічну історію Гадара була одним з десяти міст Декаполіса під владою Римської імперії та важливим християнським центром у візантійський період. Місто також згадується в Новому Заповіті.

## Історія

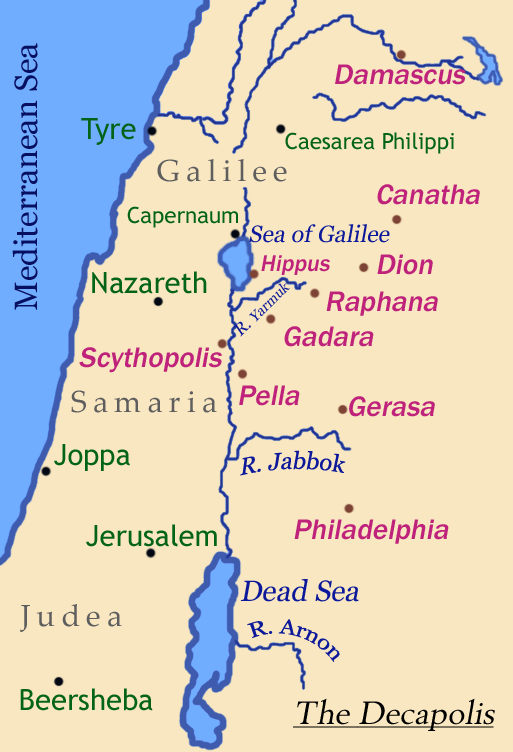
Мапа Декаполіса, об'єднання десяти міст

У елліністичний та римський періоди Гадара була центром грецької культури в регіоні. Вона вважалася одним з найбільш еллінізованих міст Сирії та користувалася особливим політичним та релігійним статусом. Антична Гадара мала стратегічне вдале місце на хребті, доступному зі сходу, але захищеному крутими схилами з інших трьох сторін. Оскільки вона розташовувалася на висоті 378 м над рівнем моря, з неї було добре видно ущелину річки Ярмук, Голанські висоти та Тиверіадське озеро.

### Елліністичний період
Гадара мала певне культурне значення вже в третьому столітті до нашої ери. Місто було батьківщиною сатирика Меніппа Гадарського — раба, який став філософом-циніком і сатиризував дурощі людства в прозі та віршах. Хоча його твори і не збереглися, вони були цитовані Варроном і Лукіаном. На початку I ст. до н. е. в Гадарі народився її найвідоміший поет — Мелеагр. Він був одним із найкращих елліністичних поетів не лише завдяки своїм працям, але й збіркою творів інших поетів, яка стала основою великої колекції, відомої як Грецька антологія. 
У 218 році до н. е. грецький історик Полібій описував Гадару як «найсильніше з усіх місць регіону». Втім, незабаром вона капітулювала перед селевкідським правителем Антіохом III Великим. Під час перебування в Державі Селевкідів місто було відоме як Антіохія (дав.-гр. Αντιόχεια), Антіохія Семірамідська (дав.-гр. Ἀντιόχεια Σεμίραμις ) та Селевкія (дав.-гр. Σελεύκεια). Згодом Гадара була захоплена юдейським царем Александром Яннаєм.

### Римський період
У 63 році до н. е. римський полководець Гней Помпей Великий завоював регіон, після чого Гадара була відбудована та стала членом напівавтономного об'єднання десяти міст — Декаполісу. 33 роки потому перший римський імператор Октавіан Август приєднав місто до єврейського царства свого союзника Ірода. За твердженням Йосипа Флавія, після смерті царя Ірода в 4 році до н. е. Гадара увійшла до складу римської провінції Сирія. Після християнізації Східної Римської імперії Гадара зберегла свій важливий регіональний статус і на довгі роки стала резиденцією християнського єпископа.
В 66 році після початку єврейського повстання проти римлян, землі навколо Гадари була спустошені.
Мешканці міста взяли в полон деяких найсміливіших євреїв, з яких кількох було страчено, а інших ув'язнено. Чимало з містян здалися майбутньому імператорові Веспасіану, який розмістив у Гадарі гарнізон.

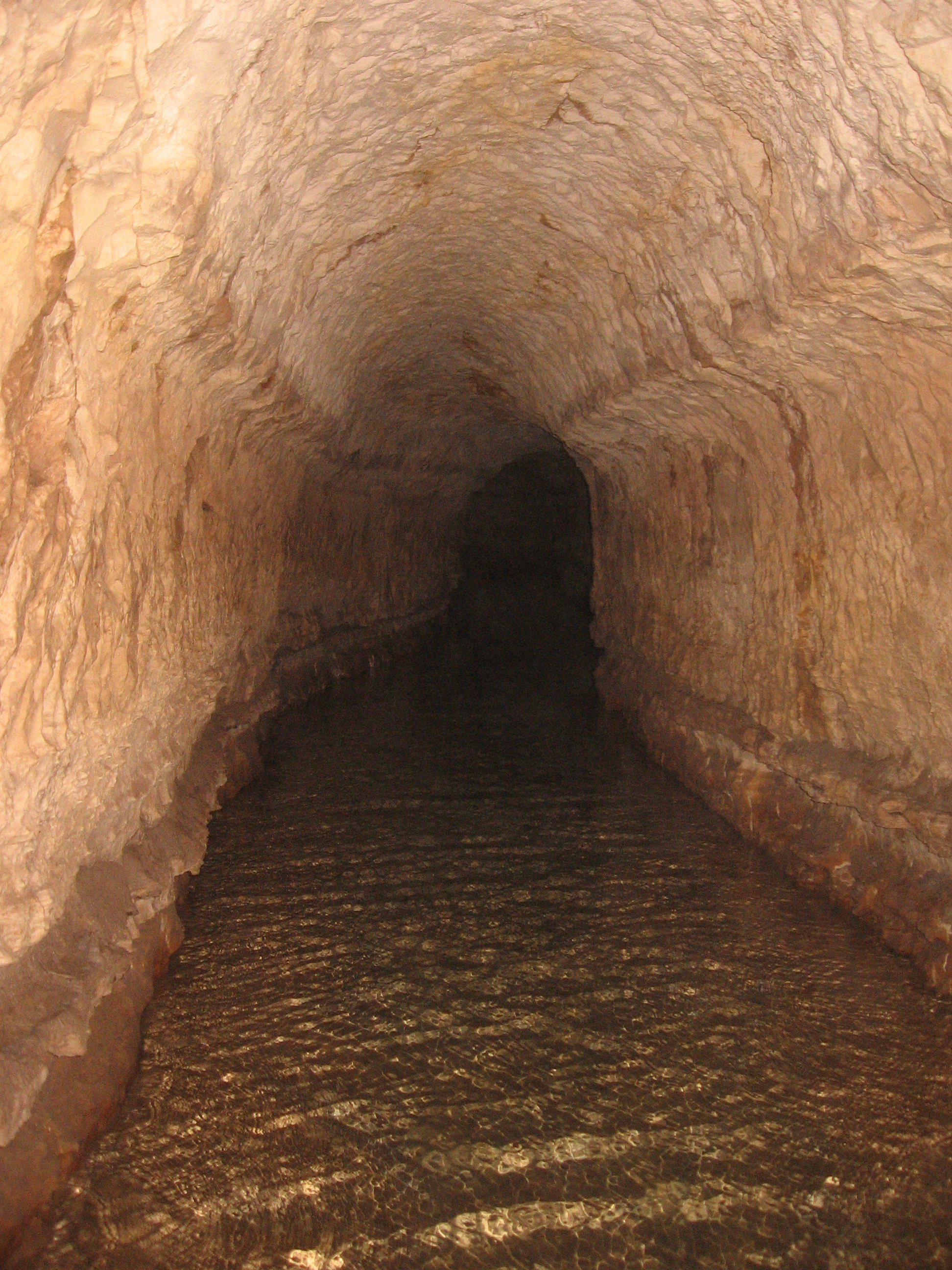
Затоплена ділянка Гадарського акведука

Акведук Гадари, збудований у II столітті, подавав питну воду до міста через кяриз 170 км завдовжки. Підземна ділянка акведука довжиною в 94 км є найбільшим з відомих античних тунелів.

### Візантійський та ранньомусульманський періоди
Після християнізації Східної Римської імперії Гадара зберегла свій важливий регіональний статус і на довгі роки стала резиденцією християнського єпископа. Внаслідок битви при Ярмуці в 636 році біля тодішньої Гадари весь регіон опинився під владою мусульман. Близько 747 року місто було вщент зруйновано землетрусом і було покинуте.

## Церковне значення
В Синоптичних Євангеліях згадується одне з чудес Ісуса Христа — вигнання бісів з Геразинського біснуватого. За свідченнями деяких рукописів це сталося в Гадарі, в інших — цим місцем була сусідня Гераса.
Гадарська дієцезія була номінально відновлена в XV столітті на правах титулярної єпархії. Посада її очільника є вакантною, хоча вона має посадових осіб, відповідальних за її управління.

## Сучасний стан

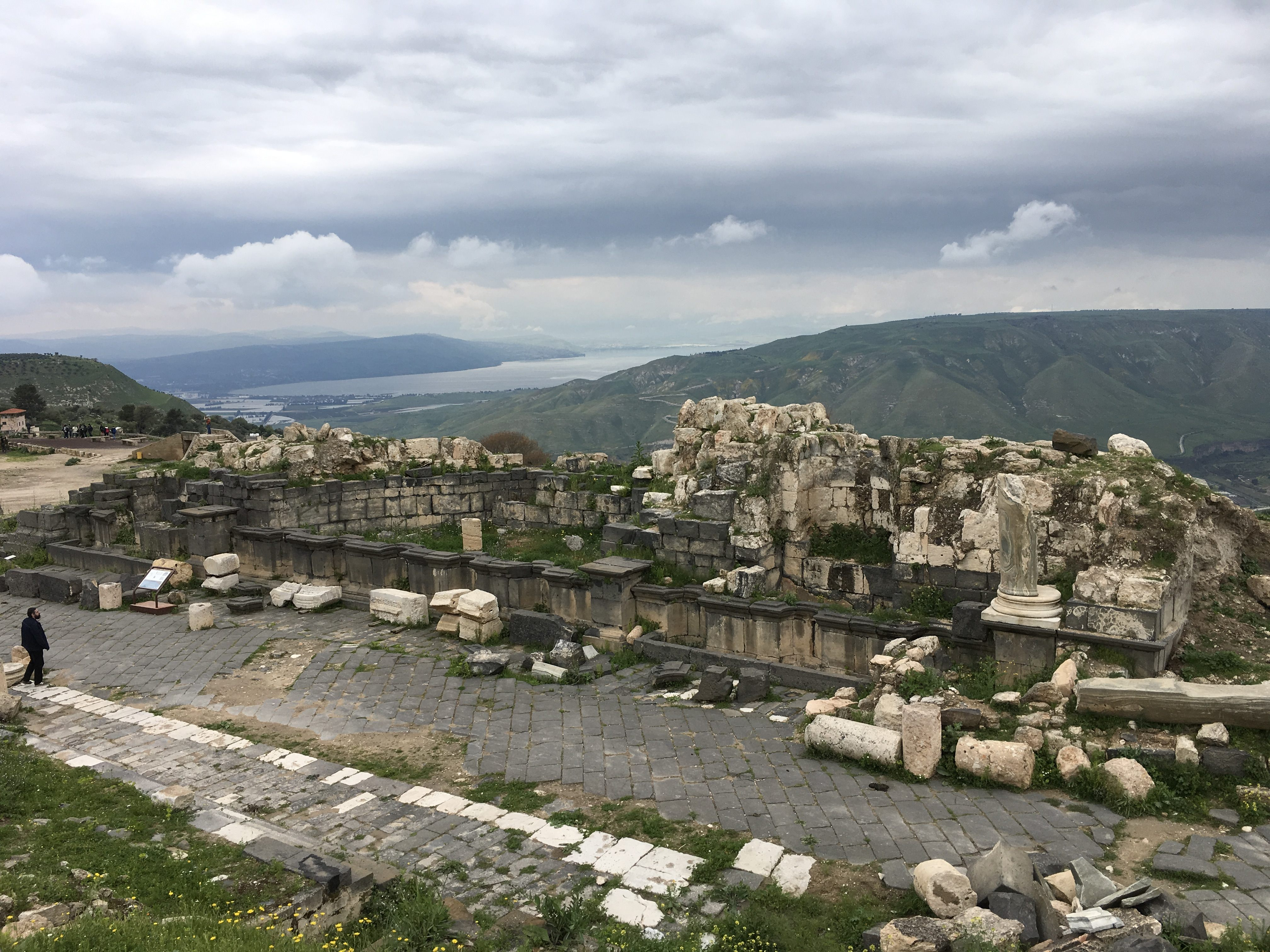
Руїни Гадарського німфея з видом на Тиверіадське озеро

Руїни Гадари були відкриті німецьким мандрівником Ульріхом Яспером Зеетценом у 1806 році. Вони лежать в Умм-Кайсі, невеликому містечку в провінції Ірбід в Йорданії, поблизу кордону з Ізраїлем та Сирією.
Однією з найвизначніших споруд античного міста є Гадарський німфей — великий напівзруйнований фонтан, присвячений водяним німфам. Серед руїн міста також збереглися вулиці, терми, два театри, іподром, римський акведук, храм, базиліка та інші споруди. Декуманус, мощена центральна вулиця з подвійною колонадою, перетинає місто зі сходу на захід. Збережені старовинні оборонні стіни Гадари сягають 3 км в довжину.
У 2017 році археологами був виявлений старовинний храм, який був побудований за епохи еллінізму в III ст. до н. е. Храм, що був присвячений Посейдону, складається з портику, подіуму та наосу, святого приміщення. На місці храму також була знайдена елліністична кераміка.
В середмісті також була виявлена мережа водяних тунелів, відокремлена від зовнішнього тунелю, що був виявлений багато років до цього.

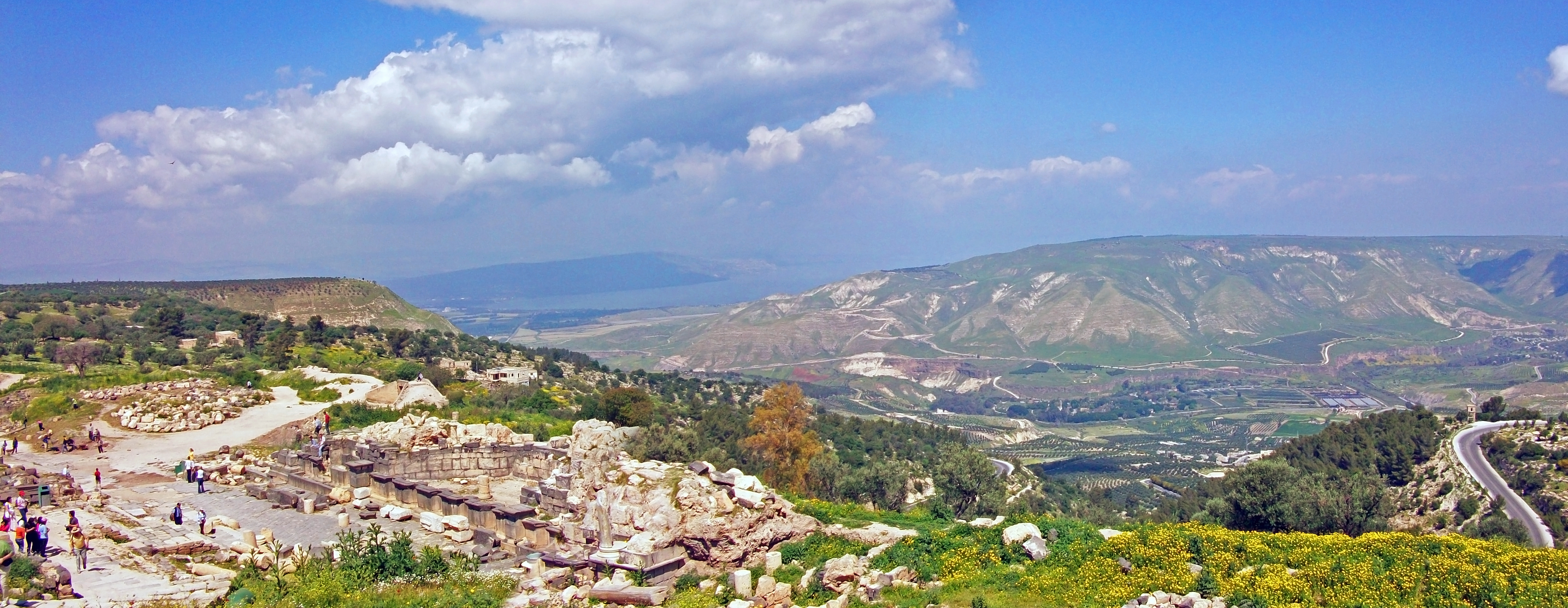
Панорама на північ від Умм-Кайсу: на передньому плані — декуманус (головна вулиця); ліворуч та в центрі — Галілейські пагорби та Тиверіадське озеро; на задньому плані — Голанські висоти

## Видатні мешканці

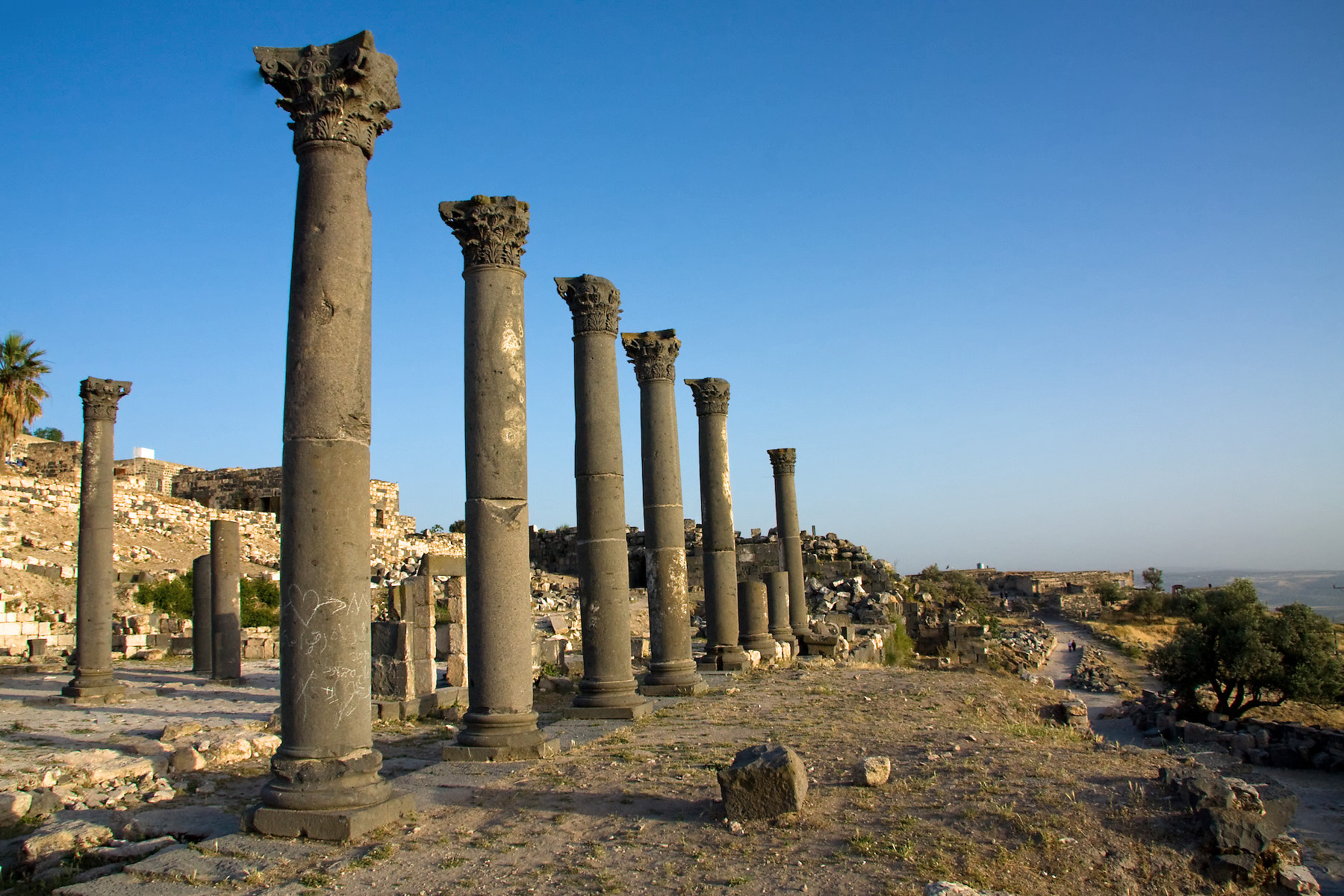
Римські руїни стародавньої Гадари

В античну добу Гадара називалася «містом філософів». Девід Сідер зазначає, що в Гадарі мешкало чимало видатних філософів, письменників та математиків; до того ж, місто мало аж два театри. Втім, незважаючи на це, талановиті містяни вирушали до Греції та Італії в пошуках більших кар'єрних можливостей. Найвидатнішими мешканцями міста були:
- Меніпп Гадарський (III ст. до н. е.) — цинік-сатирик.
- Мелеагр Гадарський (І ст. до н. е.) — філософ-цинік і поет[22].
- Філодем Гадарський (І ст. до н. е.) — епікурейський філософ і поет.
- Теодор Гадарський (І ст. до н. е.), — оратор[4].
- Філон Гадарський (II ст. н. е.) — математик, розрахував дуже точне значення числа π[21][23].
- Еномай Гадарський (II ст. н. е.) — філософ-цинік.
- Апсін Гадарський (III ст. н. е.) — ритор[24].